# María Cristina Tellería
María Cristina Tellería ( n. 2 de mayo de 1959 ) es una botánica, curadora, y profesora argentina. Es investigadora agrostóloga, y palinóloga, en el "Museo de la Facultad de Ciencias Naturales, de la Universidad Nacional de La Plata. Es profesora de la Facultad de Ciencias Naturales de la Universidad Nacional de La Plata e investigadora independiente del CONICET.
Es licenciada en Botánica por la Facultad de Ciencias Naturales de la Universidad Nacional de La Plata (1980) y Doctora en Ciencias Naturales, orientación Botánica, por la misma universidad en 1985. 
Perteneció al personal científico como becaria de la Comisión Interministerial de Ciencia y Tecnología de España, en el marco del programa: "Incorporación temporaria de científicos y técnicos esxtranjeros", entre los años 1991 y 1992, en el "Laboratorio de Sistemática y Biología Evolutiva (LASBE), del Museo de La Plata.

## Algunas publicaciones
- santiago Ortiz, j.m. Bonifacino, jorge v. Crisci, vicki a. Funk, hans v. Hansen, liliana Katinas, nadia Roque, gisela Sancho, alfonso Susanna, maría cristina Tellería. 2009. Basal Clades of the Compositae: An introduction to the fate of Mutisieae (sensu Cabrera) and Carduoideae, pp. 197-218, en Funk, V.A., A. Susanna, T. F. Stuessy, R. J. Bayer (eds.) Systematics, evolution, and biogeography of the Compositae, eds. Viena, Austria

- v. Barreda, l. Palazzesi, m.c. Tellería, l. Katinas, j.v. Crisci. 2009. "Radiation of basal Asteraceae and allied families during the Oligocene and Miocene in the Gondwanan continents". XIV Simposio Argentino de Paleobotánica y Palinología. Mar del Plata, Argentina, 6/9-XII-2009. Abstracts, pp. 18-19

- liliana Katinas, maría c. Tellería, jorge v. Crisci. 2008. A New Species of Leucheria (Asteraceae, Mutisieae) from Chile. Novon: A Journal for Botanical Nomenclature 18 (3): 366-369 resumen del artículo en línea

- ----------------------, ---------------------, alfonso Susanna, santiago Ortíz. 2008. Warionia (Asteraceae): A relict genus of Cichorieae?. Anales del Jardín Botánico de Madrid 65 (2): 367-381, ISSN 0211-132 artículo en línea Archivado el 30 de junio de 2010 en Wayback Machine.

- f. Jiménez Rodríguez, l. Katinas, m.c. Tellería, j.v. Crisci. 2004. Salcedoa gen. nov, a biogeographic enigma in the Caribbean Mutisieae (Asteraceae). Systematic Botany 29: 987-1002

- -------------------, j. Pruski, g. Sancho, maría c. Tellería. 2008. The Subfamily Mutisioideae (Asteraceae). The Botanical Review 74 (4 ): 469-716 artículo en línea (enlace roto disponible en Internet Archive; véase el historial, la primera versión y la última).

- v. Barreda, l. Palazzesi, maría c. Tellería. 2008. Fossil pollen grains of Asteraceae from the Miocene of Patagonia: Nassauviinae affinity. Review of Palaeobotany and Palynology 151: 51–58

- maría c. Tellería. 2008. Taxonomic significance of pollen types in the Guyana Highland-centred composite genera of Mutisioideae (Asteraceae). Botanical Journal of the Linnean Society 156: 327–340

- liliana Katinas, jorge v. Crisci, maría c. Tellería, v. Barreda, l. Palazzesi. 2007. Early history of Asteraceae in Patagonia: Evidence from fossil pollen grains. New Zealand Journal of Botany 45: 605–610

- maría c. Tellería, c.r. Salgado, a.c. Andrada. 2006. Plantas asociadas a mieles con características aromáticas desagradables. Rev. Mus. Argentino Cienc. Nat. 8 (2) 237-241. ISSN 1514 – 5158

- g. Sancho, s.e. Freire, l. Katinas, m.c. Tellería. 2005. A new species and a new combination in Andean Mutisieae (Asteraceae). Taxon 54: 85-90

- m.c. Tellería, liliana Katinas. 2005. The unusual occurrence of tricolpate pollen within Mutisieae (Asteraceae). Grana 44: 1-7

- ana cristina Andrada, maría cristina Tellería. 2005. Pollen collected by honey bees (Apis mellifera L.) from south of Calden district (Argentina): botanical origin and protein content. artículo PDF 532 kb en línea (enlace roto disponible en Internet Archive; véase el historial, la primera versión y la última).. Grana 44: 1–8

- maría c. Tellería, liliana Katinas. 2004. A Palynologic Comparative Study of Chaetanthera (Asteraceae, Mutisieae) and Allied Genera. Systematic Botany 29 (3): 752-773

- ------------------------, e. Urtubey, l. Katinas. 2003. Proustia and Lophopappus (Asteraceae, Mutisieae): Congeneric and subtribal relationships based on pollen morphology. Review of Palaeobotany and Palynology 2505: 1-10

- ------------------------, a. Forcone. 2002. Morfología del polen de las mieles del valle de Río Negro, valle inferior del río Chubut y llanura del río Senguerr (Patagonia Argentina). Boletín de la Sociedad Argentina de Botánica 37: 235–250

- e. Urtubey, maría c. Tellería. 1998. Pollen morphology of the subfamily Barnadesioideae (Asteraceae) and its phylogenetic and taxonomic implications. Review of Paleobotany and Palynology 104: 19–37

- La abreviatura «M.C.Tellería» se emplea para indicar a María Cristina Tellería como autoridad en la descripción y clasificación científica de los vegetales.[4]

## Honores
Miembro de
- 1991- Sociedad Argentina de Botánica

Profesora Visitante
- Facultad de Ciencias de la Universidad de la República de Uruguay